# 福岡市立美和台小学校
福岡市立美和台小学校（ふくおかしりつみわだいしょうがっこう）は、福岡県福岡市東区美和台2丁目にある公立小学校である。

## 沿革
昭和49年 　開校　初代校長就任   体育館完成　プール完成　校章・校歌制定　8教室増設
昭和50年   児童数1000名を越す　4教室増設
昭和51年   2教室増設
昭和52年   第2代校長就任　花壇17ヶ所完成 　6教室増設
昭和53年   児童数1337名　「お母さんの絵コンクール」福岡市教育委員会賞受賞 「福岡市民のことば児童作品コンクール」学校賞受賞
昭和57年　 第3代校長就任
昭和58年   創立10周年記念式典挙行
昭和60年　 第4代校長就任
昭和63年　 第5代校長就任   児童数980名
平成2年   第6代校長就任　とびうめ国体炬火リレー出場
平成3年   第40回県児童画展学校賞受賞
平成4年   交通安全校「学校賞」受賞　　　ベルマーク百万点表彰受賞
平成5年   第7代校長就任　　　創立20周年事業開催
平成8年   第8代校長就任　 新講堂兼体育館完成・落成式　ＪＡ作文コンクール努力賞受賞
平成9年   児童数824名　空調機新設　県児童画展学校賞受賞
平成10年   第9代校長就任　市教育委員会研究指定　　パソコン教室新設
平成11年   第2音楽室完成　 県児童画展学校賞受賞
平成12年   市教育委員会指定研究発表会開催　県児童画展学校賞受賞
平成13年   市教育委員会教育表彰受賞　　県児童画展学校賞受賞
平成14年   第10代校長就任　県児童画展学校賞受賞
平成15年   県児童画展学校賞受賞　30周年記念航空写真撮影  30周年記念式典・風船とばし　プール更衣室改築
平成16年   全日学校公開　留守家庭子ども会施設改良完了
平成17年   第11代校長就任　全日学校公開　県児童画展学校賞受賞
平成18年   児童数912名　あおぞら学級新設
平成19年   第12代校長就任　県児童画展学校賞受賞
平成20年   校舎内部改装1期 (職員室等)
平成21年   第13代校長就任　　校舎内部改装2期 (保健室・教室等)
平成22年   校舎内部改装3期（特別教室・耐震補強工事　ベルマーク「ショウワノートキャンペーン」で九州ブロック第1位表彰
平成23年   第14代校長就任　校舎内部改装4期（玄関・昇降口・廊下・教室等 ）
平成24年   太陽光発電システム屋上設置　　ベルマーク「ショウワノートキャンペーン」で九州ブロック第1位表彰　　メディア教育公開
平成25年   第１５代校長就任　校舎外壁工事　県児童画展学校賞受賞
平成26年   市いじめゼロ実現プロジェクト受賞　県児童画展学校賞受賞
平成27年   校庭階段手すり設置　蹄鉄棒・4連ブランコ撤去新設　普通教室空調整備　 県児童画展学校賞受賞
平成28年　 第16代校長就任　市教委校内研究推進事業授業公開　県児童画展学校賞受賞
平成29年　 学力パワーアップ総合推進事業取組推進校
平成30年　児童数851名
平成31年　児童数872名　29学級

## 著名な卒業生
- 大神いずみ - フリーアナウンサー